# Наровка (гміна)
Гміна Наровка (пол. Gmina Narewka) — сільська гміна у східній Польщі. Належить до Гайнівського повіту Підляського воєводства.
Станом на 31 грудня 2011 у гміні проживало 3875 осіб.

## Територія
Згідно з даними за 2007 рік площа гміни становила 339.48 км², у тому числі:
- орні землі: 25.00%
- ліси: 65.00%

Отже площа гміни становить 20.91% площі повіту.

## Населення
Станом на 31 грудня 2011:
| Опис     | Загалом | Загалом | Чоловіки | Чоловіки | Жінки | Жінки |
| -------- | ------- | ------- | -------- | -------- | ----- | ----- |
| одиниця  | осіб    | %       | осіб     | %        | осіб  | %     |
| все      | 3875    | 100     | 1955     | 50.45    | 1920  | 49.55 |
| міське   | 0       | 100     | 0        |          | 0     |       |
| сільське | 3875    | 100     | 1955     | 50.45    | 1920  | 49.55 |

## Сусідні гміни
Гміна Наровка межує з такими гмінами: Біловежа, Гайнівка, Міхалово, Нарва.